# Henrik Bille-Brahe (stiftamtmand)
 Der er flere personer med dette navn, se Henrik Bille-Brahe.
Henrik Bille-Brahe (ved dåben Henrik Bille) (20. oktober 1709 på Ørumgård – 9. januar 1789) var en dansk godsejer og stiftamtmand, far til Preben Bille-Brahe.
Henrik Bille var søn af Axel Knudsen Bille og Sophie f. Seefeldt og blev født 20. oktober 1709 på Ørumgård i Jylland. Han blev assessor (dommer) i Hofretten 1732, hofjunker 1734, vicelandsdommer på Fyn og Langeland 1735, justitsråd 1736, etatsråd 1741, konferensråd 1747, Ridder af Dannebrog 1759, gehejmeråd 1766, stiftamtmand over Fyn og Langeland, amtmand over Odense, Dalum, Sankt Knuds og Rugård Amter 1767, var 1768-83 tillige amtmand i Assens og Hindsgavl Amter, blev gehejmekonferensråd 1779 og døde 9. januar 1789.
7. marts 1788 fik han patent på at føre slægten Brahes navn og våben, da han efter sin ældste ugifte søn Axel Frederik Bille-Brahes død 1787 tiltrådte stamhuset Hvedholm. Han var gift med 1. gang (1740) Christiane Gregersdatter Juel (1705-1745), 2. gang (1752) Mette Johanne Reedtz, f. Arenfeldt (d. 1762), og 3. gang (1766) Caroline Agnese Raben (f. 1738, fik Ordenen de la fidélité 1767, d. 1810). Efter sin fader arvede han Holbækgård, som han imidlertid solgte 1763, med sin anden frue fik han Palsgård, og 1784 købte han Egeskov.
| Efterfulgte: ? | Stiftsamtmand over Fyens Stift 1767 - 1789 | Efterfulgtes af: Friedrich von Buchwald             |
| Efterfulgte: ? | Amtmand over Odensegård Amt 1767 - 1789    | Efterfulgtes af: Friedrich von Buchwald             |
| Efterfulgte: ? | Amtmand over Dalum Amt 1767 - 1789         | Efterfulgtes af: Friedrich von Buchwald             |
| Efterfulgte: ? | Amtmand over Sankt Knuds Amt 1767 - 1789   | Efterfulgtes af: Friedrich von Buchwald             |
| Efterfulgte: ? | Amtmand over Rugård Amt 1767 - 1789        | Efterfulgtes af: Friedrich von Buchwald             |
| Efterfulgte: ? | Amtmand over Assens Amt 1768 - 1783        | Efterfulgtes af: Ludvig Frederik Wedell-Wedellsborg |
| Efterfulgte: ? | Amtmand over Hindsgavl Amt 1768 - 1783     | Efterfulgtes af: Ludvig Frederik Wedell-Wedellsborg |